# Ormbsy McKnight Mitchel
Ormbsy McKnight Mitchel, ameriški general, matematik, pedagog, publicist in astronom, * 28. julij 1809, Okrožje Union, Kentucky, ZDA, † 30. oktober 1862, Beaufort, Južna Karolina, ZDA.